# République de Novgorod
Pour les articles homonymes, voir Novgorod (homonymie).
1136–1478
Entités précédentes :
- Rus' de Kiev

Entités suivantes :
- République de Pskov
- Grande-principauté de Moscou

La république de Novgorod (en russe : Новгородская республика, Novgorodskaïa respoublika) est un puissant État de la Russie médiévale, centré sur la ville de Novgorod, et s'étendant de la mer Baltique à l'Oural entre 1136 et 1478.

## Histoire
Pour un article plus général, voir Histoire de la Russie.

### Origine de Novgorod
La Chronique des temps passés est la plus ancienne chronique de l'espace des slaves orientaux.
À partir des origines bibliques, la chronique commence le récit des évènements l'an 852. La chronique donne une ethnogenèse des slaves à partir d'un noyau originel situé sur le Danube. Dans la colonisation slave du nord-est de la Russie, elle distingue les différentes populations slaves, ceux établis le long du Dniepr, qui ont pris le nom de Polianes, ceux qui se sont établis dans la plaine, ou de Drevlianes, et ceux qui habitent dans les forêts. Ceux qui se sont établis près du lac Ilmen (appelé aussi Ilmer) ont conservé le nom de Slaves d'Ilmen ou Slovènes.
Différents peuples, baltes, caréliens et slaves sont installés dans la région de Novgorod. Les Varègues y arrivent dans le premier tiers du IXe siècle. Le premier site occupé est Gorodichtche, site fortifié vers 820. Novgorod, ou « Ville Neuve », apparaît sur les deux rives du Volkhov, émissaire du lac Ilmen qui aboutit au lac Ladoga et d'où sort la Neva, à deux kilomètres à l'aval, vers 900.
La Chronique des temps passés indique pour l'année 859 « les Varègues d'outremer prélevaient le tribut sur les Tchoudes (ou Votes), les Slovènes, les Mériens, les Vepses et les Krivitches », pour l'année 862 : « Ils chassèrent les Varègues au-delà de la mer et ne leur payèrent plus de tribut. Ils se mirent à se gouverner eux-mêmes, mais il n'y avait pas de justice chez eux et ils se soulevèrent, lignée contre lignée, et il y avait chez eux des discordes et ils se firent la guerre les uns aux autres. Ils se dirent alors : Trouvons-nous un prince capable de nous gouverner et de nous juger suivant le droit. Ils allèrent outremer chercher les Varègues, les Rous… Et furent choisis trois frères avec leur lignée. Ils prirent avec eux tous les Rous et s'en vinrent. L'aîné, Riourik, s'établit à Novgorod, le deuxième, Sineous, à Beloozero, et le troisième, Trouvor, à Izborsk. Et c'est à cause de ces Varègues que les Novgorodiens ont pris le nom de terre russe ». Les deux frères étant morts deux ans plus tard, Riourik s'empare du pays. Riourik ne s'installe pas à Novgorod mais à Staraïa Ladoga, à 13 km au sud du lac Ladoga. Il meurt en 879.
Oleg, peut-être son beau-frère, lui succède et prend en 882 la décision de descendre vers le Sud, s'empare de Smolensk, descend le Dniepr et arrive devant Kiev et dit : « Cette ville sera la mère des villes russes ». Il continue plus au Sud et assiège Constantinople en 911.
Gorodichtche et Staraïa Ladoga sont détruits violemment dans les années 865-867.
Gorodichtche et son château sont reconstruits vers 890-900, conservant sa prééminence politique jusque vers l'an mille, et jouant le rôle de position sûre pour le prince de Novgorod.
Novgorod se développe vers 950. Sur la rive gauche du Volkhov se trouvent la citadelle ou Kremlin de Novgorod (Detinets), le quartier du Commun au sud-ouest, et le quartier de Nerevo au nord-ouest, une friche existe entre les deux quartiers, devenue plus tard le quartier d'Outre-Château. Sur la rive droite se développe le quartier Slavno au sud-est. Dans la partie nord-est va se développer le quartier des Charpentiers. Les deux rives sont réunies par le grand pont (Most Veliki) sur le Volkhov.

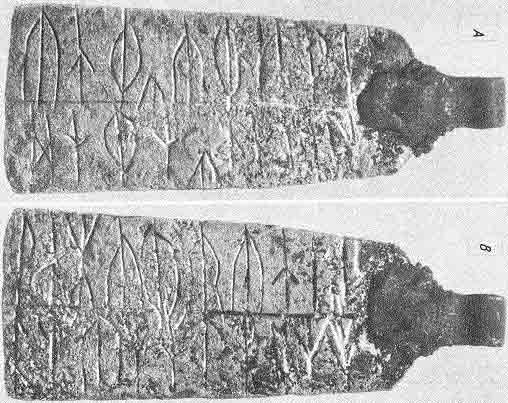
Runes, Staraïa Ladoga
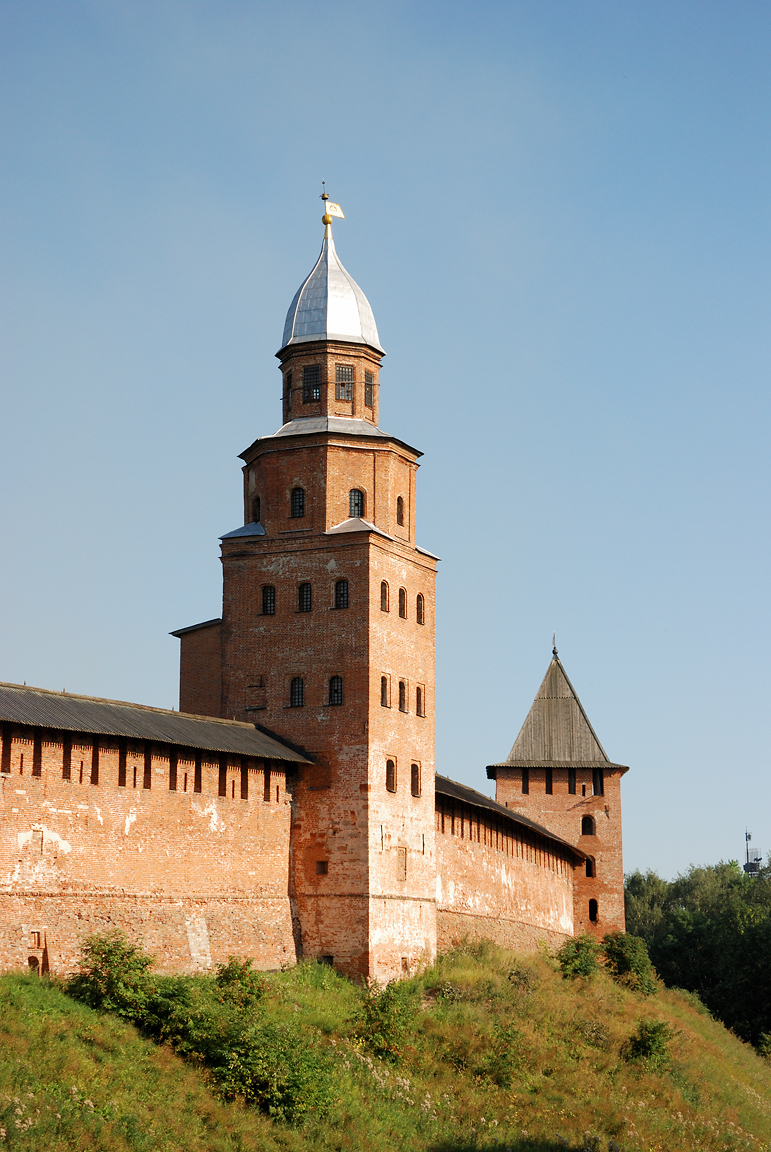
Le kremlin de Novgorod, vers 1000
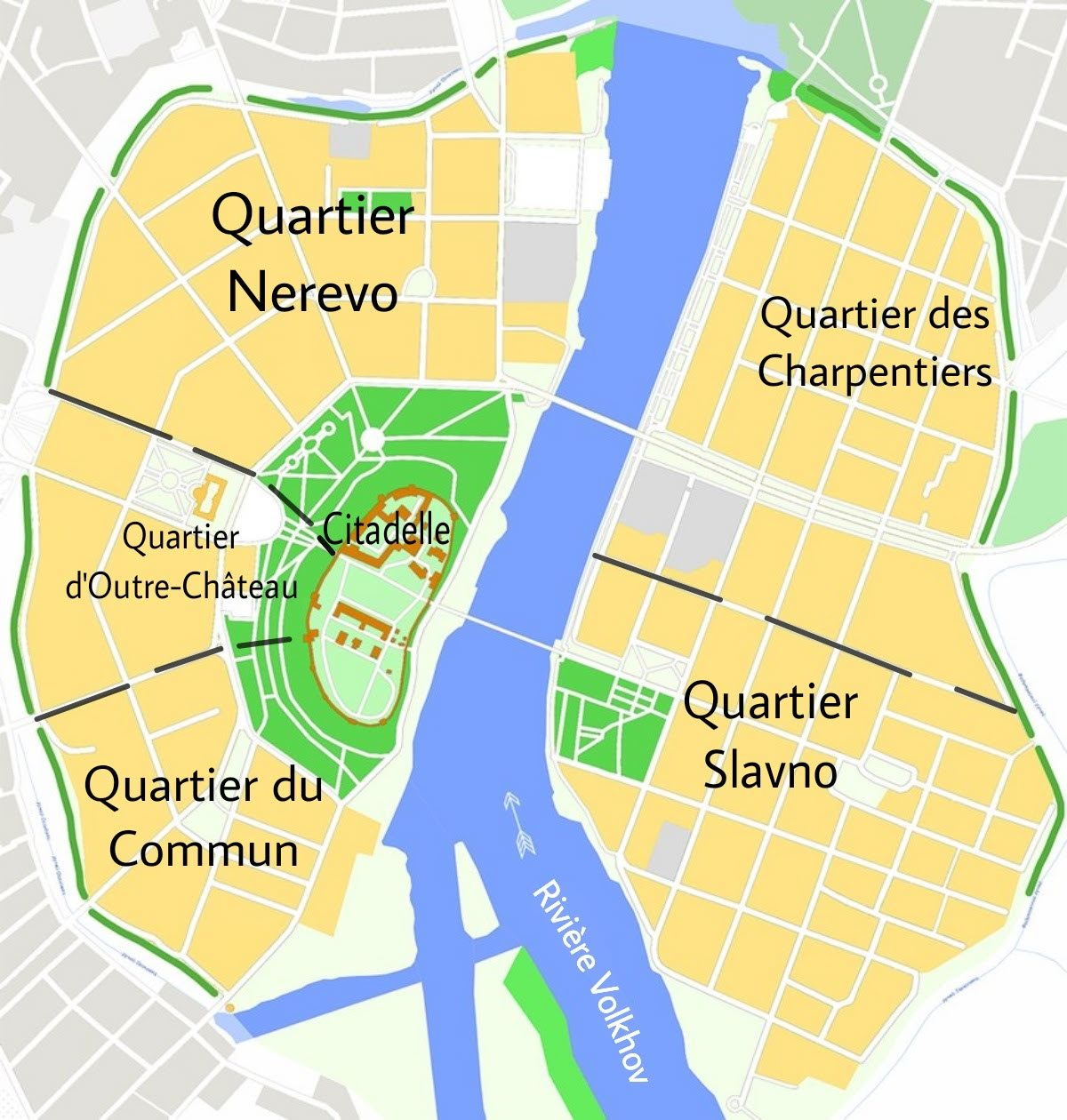
Centre historique de Veliki Novgorod et ses quartiers
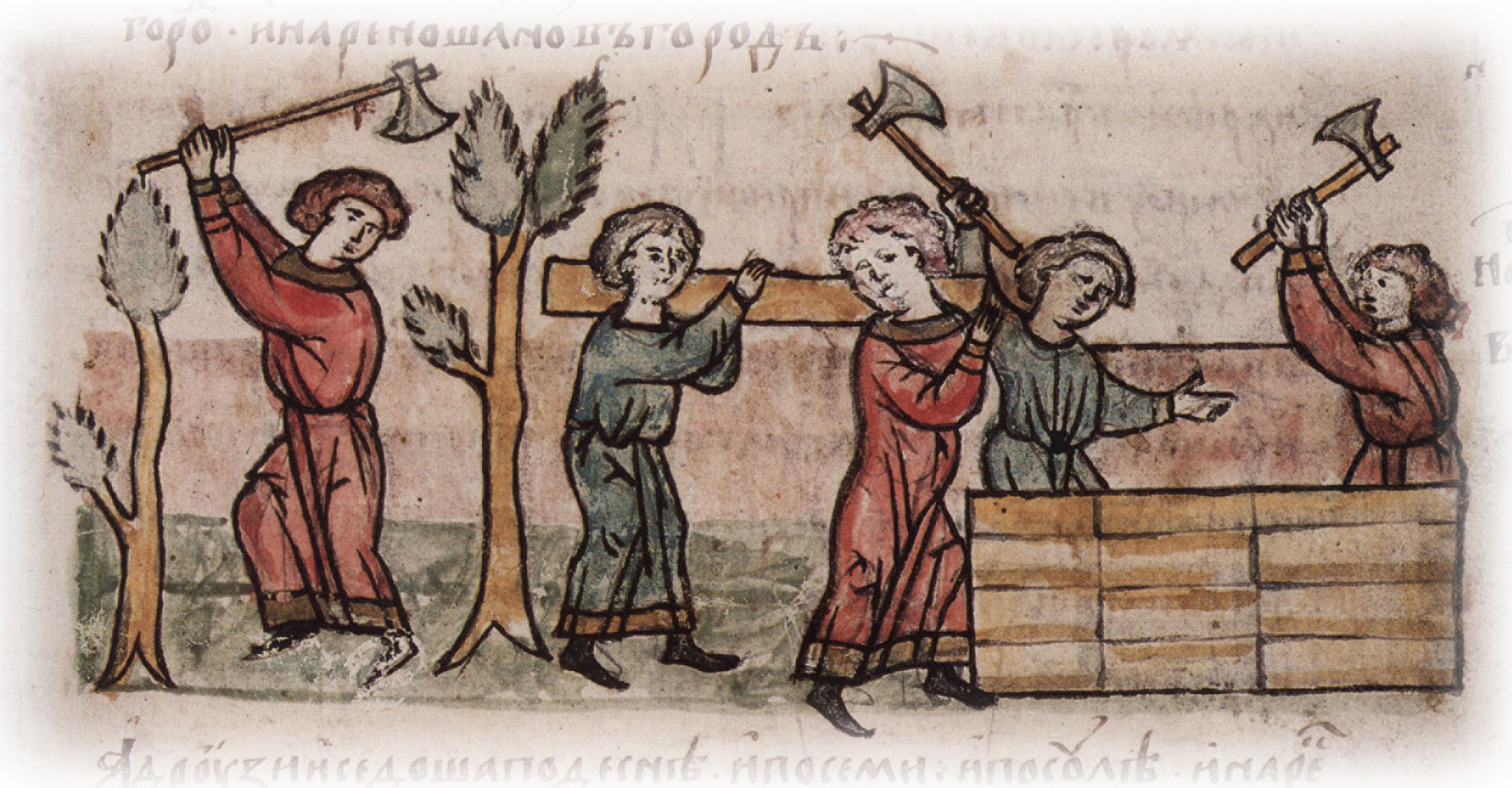
Construction de Novgorod par les Slovènes d'Ilmen. Miniature de la chronique des Radziwiłł, fin du XVe siècle
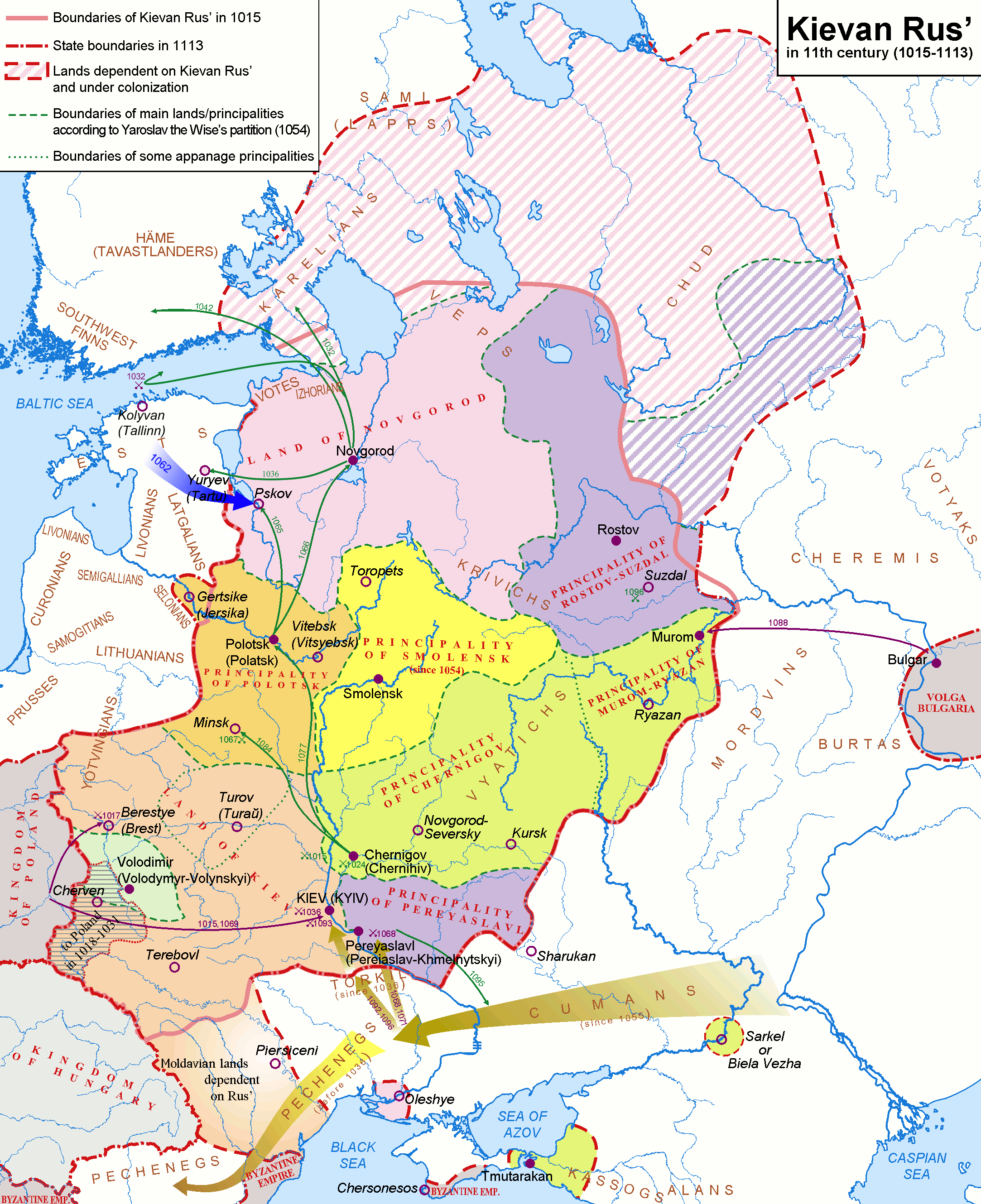
Principautés de la Rus de Kiev (1015-1113)

### Formation et histoire de la république
Les désirs de Novgorod de se séparer de Kiev se manifestent dès le début du XIe siècle.
Les boyards de Novgorod sont les principaux tenants de cette séparation, avec le soutien de la population urbaine contrainte de payer un tribut à Kiev et de fournir des troupes pour les campagnes militaires.
Iaroslav le Sage (978-1054) est grand-prince de Kiev.
Ses trois fils survivants, Iziaslav (1024-1078), Sviatoslav (vers 1027-1076) et Vsevolod (vers 1030-1093) vont être princes de Tourov, de Tchernigov et de Pereïaslav avant de se succéder comme grands-princes de Kiev.
Ils vont chercher à placer leurs enfants comme princes de Novgorod : Mstislav Iziaslavitch (1057 ou 1064-1068), Sviatopolk Iziaslavitch (1078-1087), Gleb Sviatoslavitch (1069-1078), David Sviatoslavitch (1094-1095 ou 1096), Mstislav Vladimirovitch (1088-1094 et 1095 ou 1096-1117), Vsevolod Mstislavvitch (1117-1136).
Au début du XIIe siècle, Novgorod commence à inviter différents knyazs (ducs) à diriger la ville sans demander l'avis des grands princes de Kiev.
En 1136, les boyards et les principaux marchands obtiennent l'indépendance politique.
Ils détrônent le prince Vsevolod Mstislavvitch, fils de Mstislav Vladimirovitch et petit-fils du grand-prince de Kiev Vladimir II Monomaque, le 28 mai 1136 et le gardent prisonnier deux mois, puis il est accueilli à Pskov.
Ils décident de faire appel à Sviatoslav Olgovich (en) (en 1136-1138), fils d'Oleg Sviatoslavitch prince de Tchernigov.
À partir de 1136, les règnes des princes de Novgorod sont courts : 33 princes entre 1136 et 1199, puis 24 changements de princes entre 1200 et 1264.
Selon la Première chronique de Novgorod pour l'année 1196 : « Tous les princes accordèrent sa liberté à Nogorod : là où ils veulent, là ils prennent leur prince ».
Les Novgorodiens vont s'opposer à l'arbitraire des princes, et développer une institution, le vétché, assemblée des habitants de Novgorod qui se réunissent pour prendre les décisions importantes qui se réunissent de plus en plus souvent à partir de 1209.
Des villes comme Staraïa Roussa, Staraïa Ladoga, Torjok ou Orechek se placent comme vassales de Novgorod.
Au milieu du XIIIe siècle, la ville de Pskov commence à revendiquer son indépendance.
Novgorod doit la reconnaître au traité de Bolotovo (en), en 1348.
Pskov devient alors également une république.

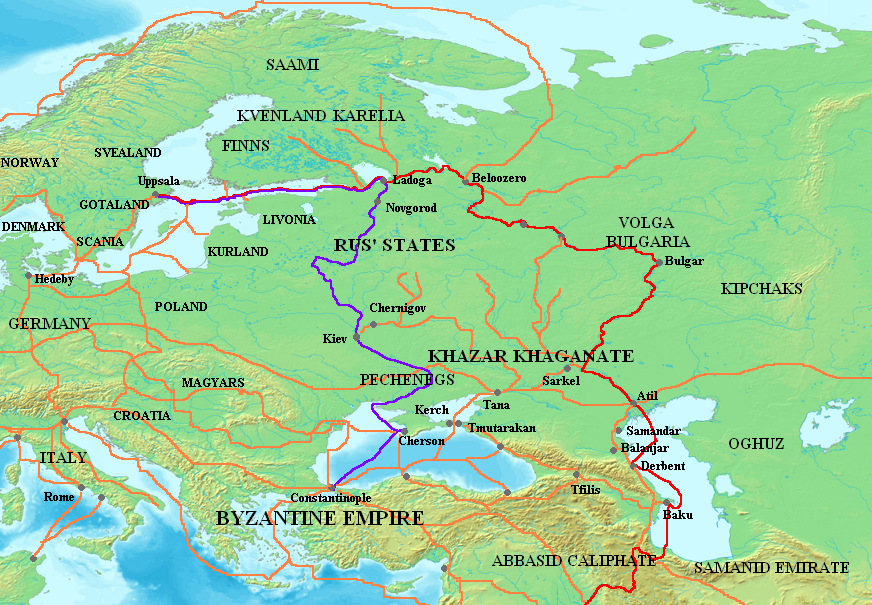
Route commerciale de la Volga et route commerciale des Varègues aux Grecs
Routes commerciales vers 980 entre Baltique et Mer Noire
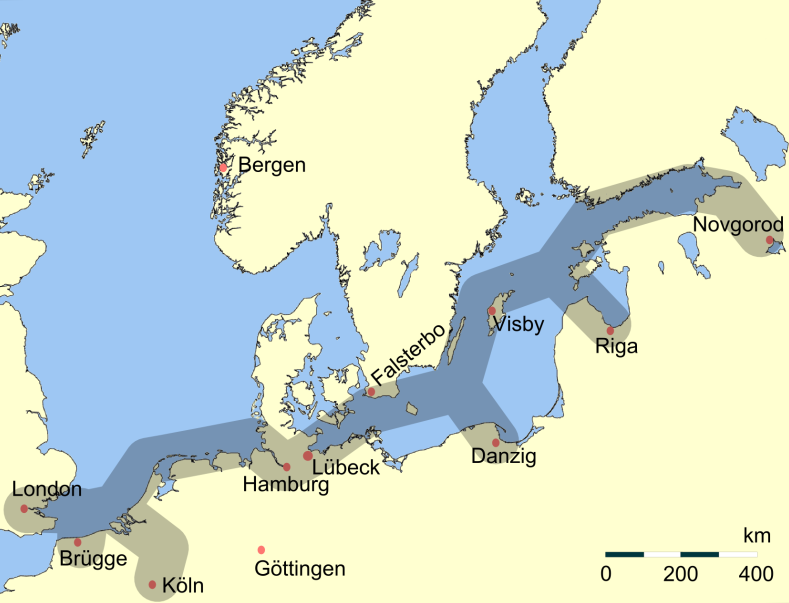
Route mer du Nord et mer Baltique, Hanse, langues de la Hanse à Novgorod
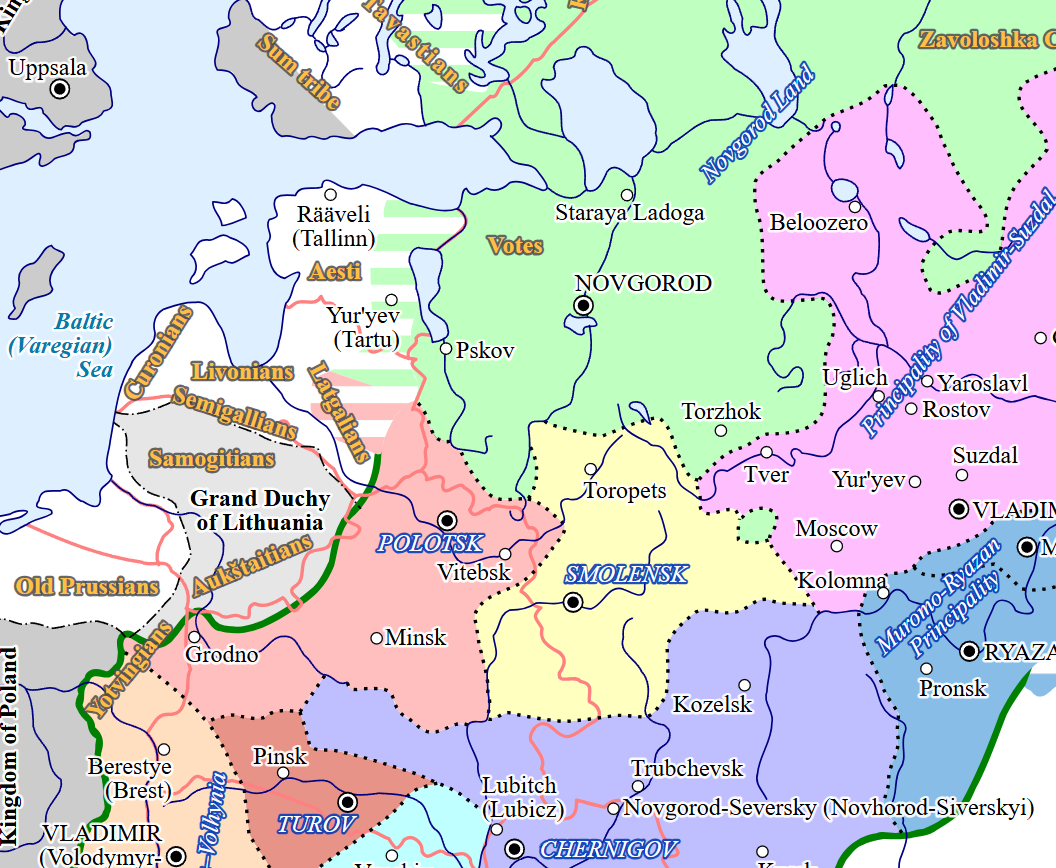
Nord-Est de l'Europe, 1237
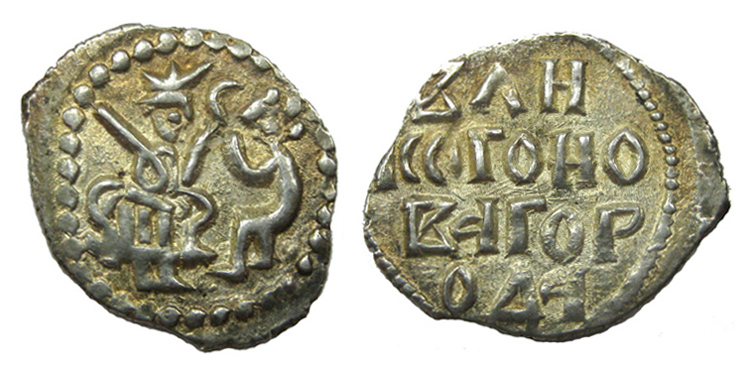
Veliki Novgorod, denga, 1420-1478, poids 0,82 g, frappé après 1447.

### Expansion du pays de Novgorod vers l'est et le nord

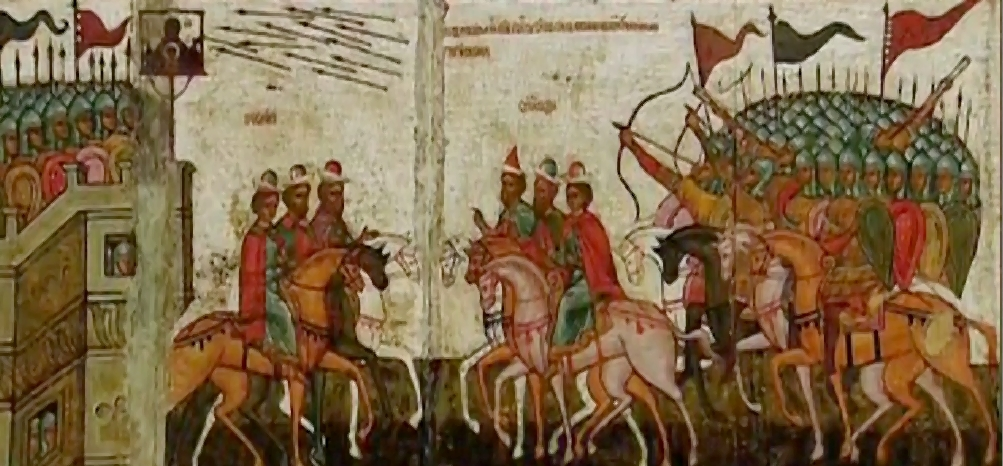
Victoire de Novgorod sur André Ier Bogolioubski

À la structure en cinq quartiers de la ville de Novgorod correspond le système d'administration du pays de Novgorod en cinq cinquièmes (Chelogne de part et d'autre la rivière Chelon en rive gauche de la rivière Lovat, Derevo en rive droite de la Lovat au nord du lac Seliger et en rive gauche de la rivière Msta, Bejetsk en rive droite de la rivière Msta, Onega jusqu'à la baie d'Onega et la Dvina septentrionale, Vodes qui va du golfe de Finlande par la Neva jusqu'au nord du golfe de Botnie, la péninsule de Kola et la mer Blanche), chaque quartier ayant la responsabilité d'un cinquième.
Novgorod entreprend de s'étendre à l'est et au nord-est entre le XIIe et le XVe siècle et de s'assurer le contrôle des terres jusqu'à la mer de Barents et le détroit de Iougor au nord de l'Oural à partir de 1193.
Dans cette expansion du pays de Novgorod, Novgorod va se heurter à l'opposition d'André Ier Bogolioubski, grand-prince de Vladimir-Souzdal pour le contrôle du bassin de la Dvina septentrionale dont la troupe est battue en 1169, puis du prince de Tver et enfin du grand-prince de Moscou.
La région est co-administrée par Novgorod et Moscou en 1368.
En 1371, des Novogorodiens selon la Quatrième chronique de Novgorod ou des ouchkouïniki de Novgorod (selon la Chronique de Nikon) prennent les cités de Kostroma et Iaroslavl.
En 1386, le conflit entre Novgorod et Moscou se conclut par une amende payée par Novgorod.
Vassili Ier Dmitrievitch, grand-prince de Moscou, prend le contrôle du bassin de la Dvinia septentrionale en 1398.

### Conquête de la péninsule de Kola
Au XIIe siècle, les Pomors (Russes de Norvège), venus des rives de la baie d'Onega et de la basse vallée de la Dvina septentrionale, découvrent la péninsule de Kola, avec sa richesse en gibier et en poisson.
Les Pomors organisent des campagnes de chasse et de pêche régulières et entreprennent du troc avec les Lapons.
Ils baptisent cette partie du littoral de la mer Blanche « côte de Tersky » ou Terre terskaïa.
Vers la fin du XIIe siècle, les chasseurs pomors explorent toute la côte septentrionale de la péninsule jusqu'au Finnmark (au nord de la Norvège), poussant les Norvégiens à entretenir une flottille dans cette zone. Les Pomors appelèrent ce littoral Mourman — corruption de Normands.
Les chasseurs Pomors sont bientôt rejoints par les collecteurs de tribut de la république de Novgorod : la péninsule de Kola est ainsi graduellement annexée à Novgorod.
Un traité passé en 1265 entre Iaroslav Iaroslavitch et Novgorod mentionne le « Volost de Tre » (волость Тре), qu'on retrouve cité jusqu'en 1471 dans les actes.
Hormis Tre, des documents de Novgorod datant des XIIIe – XVe siècles mentionnent le Volost de Kolo, frontalier de Tre, approximativement le long d'une ligne allant de l'île Kildine au cap de la péninsule de Tourii.
Ce volost de Kolo s'étendait à l'ouest de cette ligne, alors que celui de Tre était à l'est volost de Kolo (en), volost de Tre (en).

### Croisades suédoises et baltiques
La première croisade suédoise est menée entre 1155 et 1157 par le roi Éric IX de Suède dit Éric le Saint et l'évêque Henri d'Uppsala entraînant l'intégration dans le royaume de Suède du pays des Suomis à l'ouest de la Finlande et des Hämes. Les Nogorodiens supportent mal cette nouvelle autorité et lancent des contre-attaques en 1186 et 1187. Johannes, archevêque d'Upssala, est tué après le pillage de Sigtuna le 12 août 1187. Des sources du XVe siècle indiquent que les agresseurs sont des Caréliens et des Russes. Cette agression entraîne l'arrêt des relations commerciales entre Novgorod et les Varègues qui ne sont reprises qu'après un accord en 1191 ou 1192.
La deuxième croisade suédoise est conduite par le jarl Birger Magnusson en 1238-1239 au pays Häme. Les Suédois débarquent sur la Neva en 1240. Ils sont battus par Alexandre Nevski, le 15 juillet 1240, à la bataille de la Neva. Alexandre Nevski est prince de Novgorod depuis 1236. Il remporte la bataille du lac Peïpous le 5 avril 1242 contre l'Ordre de Livonie qui occupait la ville de Pskov. Son fils, Dimitri, conduit une expédition contre Dorpat en 1262. Un accord est conclu renouvelant celui de 1191-1192.
Pendant la troisième croisade suédoise, les Suédois tentent de prendre le contrôle des fleuves du golfe de Finlande. Ils fondent le château de Vyborg en 1293, ils tentent de bloquer le passage entre le lac Ladoga et la Vuoksi en 1294, et construisent un fort près de l'estuaire de la Neva en 1300. Novgorod ne réagit qu'en 1318. Novgorod s'empare d'Åbo et probablement du château épiscopal de Kuusisto, attaque le comté de Finnmark et le Hålogaland en 1320. En 1323, Novgorod fonde une forteresse de l'île de Orechek sur la Neva. La paix est prise par le traité de Nöteborg, le 12 août 1323 qui définit pour la première fois la frontière entre la Suède et Novgorod dans l'isthme de Carélie. Le traité de Novgorod est signé entre Novgorod et la Norvège dans le Finnmark. Des combats ont lieu entre Suédois et marchands de Novgorod en 1337.
Une quatrième croisade suédoise est une offensive menée par le roi Magnus IV de Suède à partir de 1348 en prenant Orechek, mais il échoue en 1349. Vyborg est pris par les Russes en 1350. Un échange de prisonniers est organisé à Dorpat qui est la fin des passes d'armes entre la Suède et Novgorod pendant un siècle.

### Conflit avec les Norvégiens
Dès le XIIIe siècle, la nécessité de formaliser la frontière entre la république de Novgorod et les pays scandinaves commençait à s'imposer : les Russes de Novgorod, comme les Caréliens venus du sud, n'avaient-ils pas déjà atteint la côte de l'actuel raïon de Petchenga ainsi qu'une partie de la côte de Varangerfjord près de la Voryema ? Or, les Lapons étaient soumis au paiement d'un tribut. Les Norvégiens, de leur côté, essayaient eux aussi de prendre le contrôle de ces terres, déclenchant des conflits armés : en 1251, une guerre entre les Caréliens, les Russes de Novgorod et les serfs du roi de Norvège s'achève par la création d'une mission de Novgorod auprès de la couronne de Norvège.
D'autre part, en 1251, un premier traité est ratifié par la Norvège à Novgorod à propos des terres lapones et de la collecte des impôts : les Sames devraient désormais payer tribut à la fois à Novgorod et à la Norvège.
Selon les termes du traité, les Russes de Novgorod peuvent percevoir tribut des Sames jusqu'au fjord de Lyngen à l'ouest, et les Norvégiens prélèvent un tribut sur tout le territoire de la péninsule de Kola à l'exception de la moitié orientale de la côte de Tersky ; ce traité de 1251 ne définit pas d'autre frontière.
Il débouche sur une brève période de paix, mais dès 1271, les chroniques relatent des attaques de Russes de Novgorod et de Caréliens en Finnmark et dans le nord de la Norvège.
Elles se poursuivent jusqu'au XIVe siècle.
La frontière officielle entre Novgorod, la Suède et la Norvège est fixée seulement, le 12 août 1323, au traité de Nöteborg, dont l'objectif principal est de régler la situation de l’isthme de Carélie et des rives nord du lac Ladoga.
L’autre traité médiéval important pour les frontières septentrionales est le traité de Novgorod signé avec la Norvège en 1326, qui met fin à des décennies de luttes au Finnmark.
Selon les termes de ce traité, la Norvège abandonne ses prétentions sur la péninsule de Kola, mais les Lapons sont toujours tenus de lui payer tribut, et cette pratique se poursuivit jusqu'en 1602.
Et si le traité de 1326 ne dessine pas les contours précis d'une frontière, du moins confirme-t-il les limites de 1323, qui sont à peu de chose près celles des cartes de 1920.
Pour assurer la sécurité de ces frontières, Novgorod va en confier la garde à des princes à partir des années 1299-1300. Ce prince agissant comme « comte de la marche » est choisi par Novgorod et nommé par le prince-suzerain de la ville. Par exemple, Boris Konstanttinovitch est chois pour protéger la Carélie mais les Novgorodiens demandent au prince de Novgorod Michel Iaroslav de Tver de le révoquer en 1305-1307. Vers 1332-1334, ils font appel à Narimantas, puis à son fils Patrikas en 1384-1386 et 1396.

### Novgorod et la Horde d'or
L'invasion mongole de la Rus' de Kiev de la Horde d'or commence en 1237. Batu, petit-fils de Gengis Khan, enlève Riazan, Vladimir, Souzdal, entre décembre 1237 et février 1238, pillant et massacrant le pays. Le 4 mars 1238, sur la Sit, les Mongols remportent une victoire et le grand-prince de Vladimir, Iouri II de Vladimir est tué. La Chronique de Vladimir Souzdal indique qu'il avait quitté Vladimir pour se joindre aux troupes de son frère Iaroslav, grand-prince de Kiev. Torjok tombe le 5 mars sans avoir reçu de secours et les Mongols prennent alors la direction de Novgorod mais ils font demi-tour quand ils arrivent près du lac d'Ilmen, au lieu-dit la Croix d'Ignace.
Les Mongols attaquent en 1240 les villes sur la rive gauche du Dniepr. Pereïaslav tombe le 3 mars, Tchernihiv le 18 octobre. Finalement Kiev, sur la rive droite, est prise le 6 décembre 1240.
C'est dans ce contexte qu'Alexandre Nevski, prince de Novgorod en 1236-1240, puis 1242-1246, combat au nord contre les Suédois et l'Ordre de Livonie. En 1241, le Grand-khan Ögedeï meurt et Batou revient s'installer dans la Basse-Volga, à Saraï Batu. Iaroslav II de Vladimir, père d'Alexandre Nevski, est choisi comme grand-prince de Vladimir par Batu mais il est tué le 30 septembre 1246 à Karakorum victime de rivalités entre Güyük et Batu.
Alexandre Nevski et ses frères Iaroslav III de Vladimir et André II de Vladimir se rendent à la Horde où Batu nomme Alexandre Nevski grand-prince de Kiev et André grand-prince de Vladimir. En 1253, Alexandre Nevski se rend auprès de la Horde pour dénoncer les intrigues de ses frères. Il est alors nommé grand-prince de Vladimir par Batu. Batu meurt vers 1255. Il est remplacé par Berké Khan.
Les Mongols imposent à Alexandre Nevski de faire le recensement de l'ensemble des terres russes pour prélever leur tribut. Ils imposent aussi des taxes commerciales. Les Novgorodiens s'y opposent. En 1259, Alexandre Nevski doit accompagner lui-même les recenseurs pour les forcer à obéissance. Après avoir installé son fils Dimiti comme prince de Novgorod en 1262, il doit aller en 1263 après de Berké Khan qui ne lui permet de revenir à Vladimir qu'à l'automne 1263 mais, en mauvaise santé, il meurt pendant le voyage à Gorodets, le 14 novembre 1263.
Novgorod va suivre une politique de balancier entre les fils d'Alexandre Nevski, Dimitri et André, ce dernier faisant appel à la Horde d'or contre son frère, puis entre les maisons de Tver et de Moscou avec l'arbitrage des khans de la Horde d'or.

### Chute
Tver, la Moscovie et la Lituanie ont essayé de s'emparer de la république depuis le XIVe siècle. Aussitôt nommé grand-prince de Vladimir, Mikhaïl de Tver envoie ses gouverneurs à Novgorod sans consultation préalable. Cet incident pousse la république à développer des liens plus proches avec Moscou durant le règne de Iouri III.
Alors que la Moscovie commence à s'agrandir, plusieurs de ses monarques, notamment Ivan Kalita et Simeon Gordy, essayent de limiter l'indépendance de la république. Un conflit éclate en 1397 lorsque la Moscovie annexe les terres situées le long de la Dvina septentrionale. Elles sont rendues à la république l'année suivante.
Le gouvernement de Novgorod et la plupart des boyards cherchent alors à s'allier avec le grand-duché de Lituanie pour faire obstacle à la montée en puissance de la Moscovie qui tente d'éliminer les divisions féodales de l'ancienne Rus'. Ce groupe de boyards est appelé le parti lituanien et est dirigé par Marfa Boretskaïa.
Sur l'initiative de ce parti, Boretskaïa se marie au prince lituanien Mikhaïl Olelkovitch (ru) et lui offre le gouvernement de la république. Une alliance est également conclue avec le grand-duc Casimir lui-même. Une grande partie de la population n'est toutefois pas d'accord avec cette alliance et des troubles éclatent.
Au XVe siècle, les Russes de Novgorod se mirent à établir des colonies permanentes à travers la péninsule de Kola. Oumba et Varzouga, les plus anciennes de ces colonies russes, remontent à 1466. Au fil du temps, toutes les régions côtières à l'ouest de la Pialitsa (ru) avaient fini par être colonisées, créant un territoire de population majoritairement russe. Du point de vue administratif, ce territoire était divisé en deux volosts : ceux de Varzouga et d’Oumba, qui étaient administrés depuis la vallée de la Dvina septentrionale par un possadnik. La république de Novgorod dut céder ces deux volosts à la grande-principauté de Moscou au terme de la bataille de la Chelon en 1471, et la république elle-même cessa d'exister en 1478, l'année où Ivan III le Grand s'empara de la citadelle de Novgorod. Tous ses territoires, dont la péninsule de Kola, furent annexés par la grande-principauté de Moscou.

## Organisation interne
L'assemblée populaire (vétché) est la plus haute autorité de la république. Elle comprend non seulement les membres de la population urbaine, mais également la population rurale libre. Cet organe a le pouvoir d'élire, parmi les boyards, le premier ministre (Possadnik), les commandants militaires (tys'atskys) et même l'archevêque depuis 1156.
L'archevêque est à la tête de l'exécutif et le propriétaire terrien le plus riche de Novgorod, possédant l'essentiel des terres et des richesses transférées par les princes de Kiev. Il est chargé du trésor et des relations extérieures. Les commerçants et les artisans participent également aux affaires politiques de la ville et ont leurs guildes appelées konchans, oulichans ou sotnyas.

## Économie

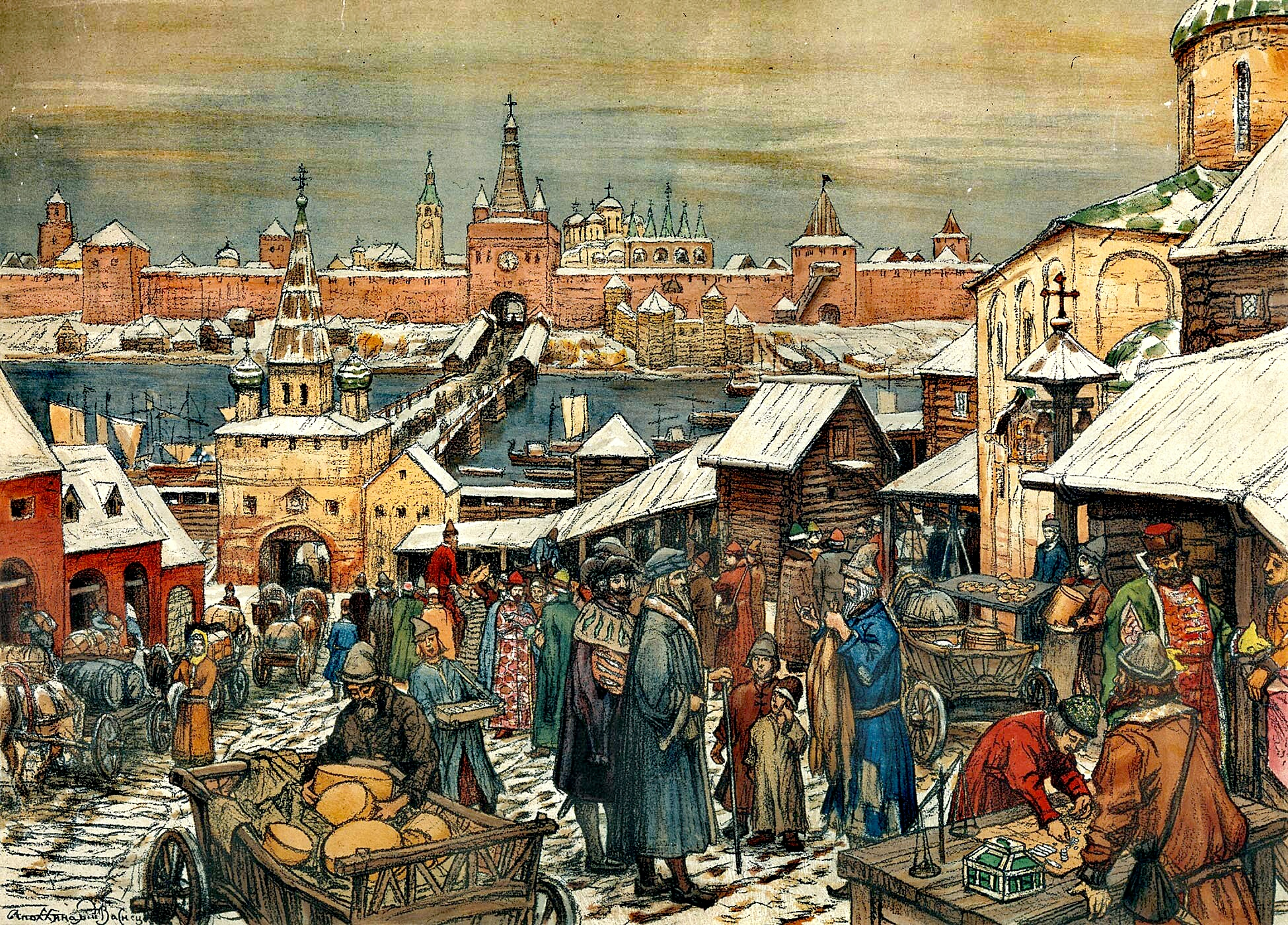
La place du marché à Novgorod.

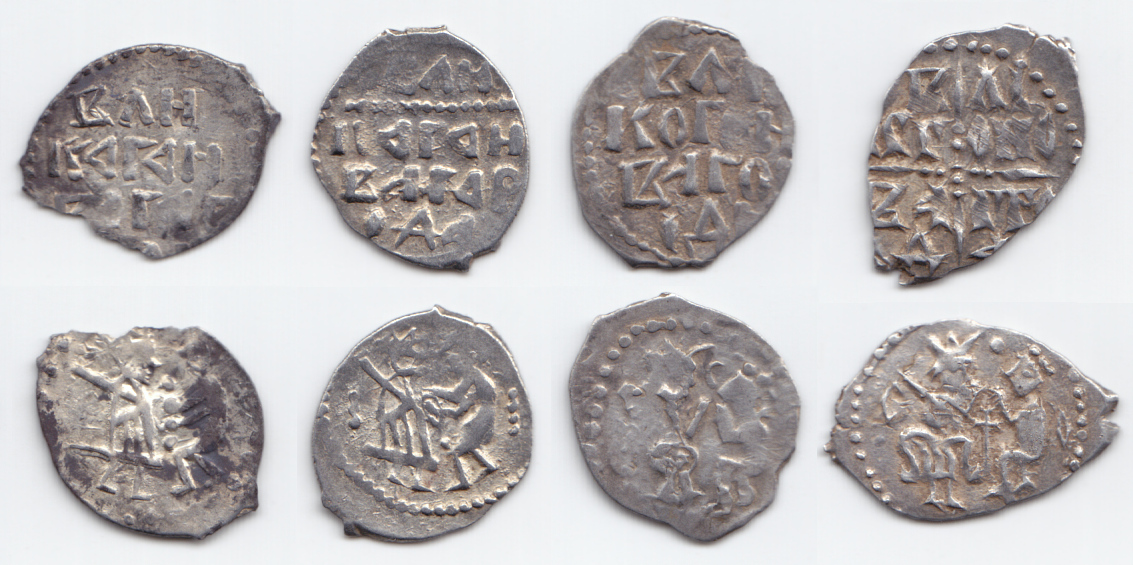
Pièces de monnaie de la république de Novgorod (quatre pièces d'un denga), argent, 1420-1478.

L'économie de la république est principalement axée sur le commerce et l'agriculture, basée sur le seigle et l'élevage, même si la chasse, l'apiculture et la pêche sont également très répandues.
Dans la plupart des cas, ces activités sont combinées avec l'agriculture, pratiquée d'abord sur brûlis puis sur un assolement triennal après le XIIIe siècle.
Des mines de fer sont exploitées le long du golfe de Finlande, alors que Staraïa Roussa et d'autres villes sont connues pour leurs salines.
La culture du lin et du houblon ont également une importance significative.
L'ensemble de ces produits sont vendus sur les marchés et exportés vers d'autres villes russes ou même plus loin.
Mais la principauté est surtout connue pour son commerce de fourrures, qui provient de l'ensemble de son aire d'influence, des lacs Ladoga et Onega jusqu'à l'Oural.
Novgorod étant la principale interface entre l'Europe et la Rus' de Kiev, la place des marchands est importante.
Ils commercent avec tout le bassin de la mer Baltique avec notamment des marchands suédois, allemands ou danois.
La Hanse possède un comptoir à Novgorod dont les règles d'échanges dans la Baltique sont définies par deux traités, en 1191-1192, signé par le prince Iaroslav Vladimirovitch, et en 1262-1263, signé par Alexandre Nevski et son fils Dimitri.
Deux hôtels avec leurs églises catholiques sont mentionnées : l'hôtel des Goths avec son église Saint-Olaf (ou église varègue) mentionnée à partir de 1080, fréquenté par les marchands du Gotland et les autres Scandinaves, et l'hôtel des Allemands, situé à l'est de la place du marché, avec l'église Saint-Pierre ou Peterhof mentionné en 1184.
Pour leur trafic commercial avec Novgorod, les marchands de la Hanse utilisent exclusivement des voies d’eau.
Les navires hanséatiques passent le golfe de Finlande et la Neva puis entrent dans le lac Ladoga et au port de Ladoga, à l'embouchure du Volchov, les marchandises sont transbordées aux bateaux et transportées à Novgorod sur le Volchov dont les rapides sont franchis à l’aide des haleurs.
La Ligue hanséatique n'autorise toutefois pas les marchands de Novgorod à se rendre dans les ports européens sur leurs propres bateaux[citation nécessaire].
Les citoyens de Novgorod communiquent entre eux par le biais de documents sur écorce de bouleau. Ces documents sont principalement des lettres privées ou des factures.
Après la prise de contrôle de Novgorod par le grand-prince de Moscou, Ivan III, en 1478, le commerce hanséatique diminue.
Le comptoir de la Hanse est fermé par Ivan III en 1494 et confisque tous les biens des Allemands.
Plus de la moitié des terres détenues par des particuliers dans la république sont concentrées dans les mains de trente à quarante familles de boyards au cours des XIVe et XVe siècles.
Ces richesses permettent d'assurer la suprématie politique des boyards.
Le principal rival des boyards en termes de propriété terrienne est la Maison de sainte Sophie (à Novgorod), le plus grand établissement ecclésiastique de la république, dont les dépendances sont installées dans les régions les plus développées.

## Relations extérieures
La république de Novgorod doit lutter contre les agressions de la Suède et des chevaliers teutoniques.
Durant les guerres novgorodo-suédoises, les Suédois envahissent la Finlande, où une partie de la population payait auparavant le tribut à la république.
Les Allemands essaient de conquérir la région de la Baltique depuis la fin du XIIe siècle.
Ainsi, la république de Novgorod mène vingt-six guerres contre la Suède et onze contre les chevaliers Porte-Glaive.
Prenant avantage des invasions mongoles, les chevaliers allemands désormais intégrés à l'ordre Teutonique, alliés pour l'occasion avec les Danois et les Suédois, accroissent leurs activités militaires en 1240, transférant leurs opérations sur le territoire de la république.
Toutefois, ceux-ci perdent la bataille de la Neva en 1240, et la bataille du lac Peïpous en 1242.
Le 12 août 1323, la Suède et la république signent le traité de Nöteborg réglant la question de leurs frontières : pour la première fois, une frontière précise est établie entre ce qui va devenir la Russie et le royaume de Suède.
La république réussit à échapper aux invasions mongoles et à proclamer son indépendance vis-à-vis de la Horde d'or, mais en payant un tribut.
Au XIVe siècle, les raids des pirates de Novgorod vont en revanche contribuer à la stagnation économique, puis à la chute, de la Horde d'Or.